# Cebadilla Chica
Cebadilla Chica är en ort i Mexiko.   Den ligger i kommunen San Andrés Tuxtla och delstaten Veracruz, i den sydöstra delen av landet, 400 km öster om huvudstaden Mexico City. Cebadilla Chica ligger 328 meter över havet och antalet invånare är 532.
Terrängen runt Cebadilla Chica är kuperad åt sydost, men åt nordväst är den platt. Terrängen runt Cebadilla Chica sluttar västerut. Runt Cebadilla Chica är det ganska tätbefolkat, med 83 invånare per kvadratkilometer. Närmaste större samhälle är San Andres Tuxtla, 9,7 km norr om Cebadilla Chica. Omgivningarna runt Cebadilla Chica är en mosaik av jordbruksmark och naturlig växtlighet.